# Boštjan Goličič
Boštjan Goličič (* 12. Juni 1989 in Kranj, SR Slowenien) ist ein ehemaliger slowenischer Eishockeyspieler, der zuletzt bis 2024 beim Gap Hockey Club in der französischen Ligue Magnus unter Vertrag stand. Sein Bruder Jurij ist ebenfalls ein professioneller Eishockeyspieler.

## Karriere
Boštjan Goličič begann seine Karriere als Eishockeyspieler in der Nachwuchsabteilung des HK MK Bled, für dessen U20-Junioren er von 2003 bis 2007 spielte. Zwischen 2005 und 2007 spielte er zudem für die Seniorenmannschaft des Vereins in der vierthöchsten österreichischen Spielklasse. Von 2007 bis 2009 lief der Flügelspieler für die Calgary Hitmen, die ihn im CHL Import Draft 2007 in der 1. Runde als insgesamt 40. Spieler gezogen hatten, in der kanadischen Juniorenliga Western Hockey League auf, in der er in der Saison 2008/09 mit seiner Mannschaft erst im Playoff-Finale um den Ed Chynoweth Cup den Kelowna Rockets in der Best-of-Seven-Serie mit 2:4 Siegen unterlag. 
Zur Saison 2009/10 erhielt Goličič einen Vertrag bei HDD Olimpija Ljubljana, für das er in seinem Rookiejahr im professionellen Eishockey in der Österreichischen Eishockey-Liga in 47 Spielen acht Tore erzielte und 17 Vorlagen gab. Zudem lief er für Ljubljana am Saisonende in der Slowenischen Eishockeyliga auf. In der Saison 2010/11 konnte er sich auf 29 Scorerpunkte, davon zehn Tore, in 58 Spielen für Ljubljanas Mannschaft aus der Österreichischen Eishockey-Liga steigern. Am Saisonende spielte er erneut in der Slowenischen Eishockeyliga. Nach dem Gewinn der slowenischen Meisterschaft verließ er im Sommer 2012 Ljubljana und schloss er sich den Diables Rouges de Briançon aus der französischen Ligue Magnus an. Mit der Mannschaft aus den Cottischen Alpen gewann er 2013 den französischen Pokalwettbewerb und ein Jahr später den Landesmeistertitel. Trotz dieser Erfolge wechselte er im Sommer 2014 zum Ligakonkurrenten Gap Hockey Club, mit dem er 2015 ebenfalls französischer Meister und in der Folgesaison Ligacupsieger wurde. 2016 zog er weiter zu Grenoble Métropole Hockey 38 und wurde dort ebenfalls Pokalsieger (2017) und Meister (2019). Nach dem Meistertitel wechselte er zu den Boxers de Bordeaux, die er allerdings bereits im November 2019 wieder verließ, um zum Gap Hockey Club zurückzukehren. 2024 beendete er seine Karriere.

### International
Für Slowenien nahm Goličič im Juniorenbereich an den U18-Junioren-Weltmeisterschaften der Division I 2006 und 2007 sowie den U20-Junioren-Weltmeisterschaften der Division I 2008 und 2009 teil. 
Im Seniorenbereich stand er im Aufgebot seines Landes bei den Weltmeisterschaften der Top-Gruppe 2011, 2013, 2015 und 2017 sowie der Division I 2010, 2012, 2014, 2018 und 2019. Zudem vertrat er sein Heimatland bei den Olympischen Winterspielen 2014 in Sotschi, wo die Slowenen überraschend den siebten Platz belegten, nachdem er bereits zuvor beim Qualifikationsturnier für die Winterspiele auf dem Eis gestanden hatte. Auch an den Olympischen Winterspielen 2018 in Pyeongchang, bei denen die Slowenen Neunter wurden, nahm er teil.

## Erfolge und Auszeichnungen
- 2010 Aufstieg in die Top-Division bei der Weltmeisterschaft der Division I, Gruppe B
- 2012 Aufstieg in die Top-Division bei der Weltmeisterschaft der Division I, Gruppe A
- 2012 Slowenischer Meister mit dem HDD Olimpija Ljubljana
- 2013 Gewinn des Coupe de France mit den Diables Rouges de Briançon
- 2014 Aufstieg in die Top-Division bei der Weltmeisterschaft der Division I, Gruppe A
- 2014 Französischer Meister mit den Diables Rouges de Briançon
- 2015 Französischer Meister mit dem Gap Hockey Club
- 2016 Französischer Ligapokalsieger mit dem Gap Hockey Club
- 2017 Gewinn des Coupe de France mit Grenoble Métropole Hockey 38
- 2019 Französischer Meister mit Grenoble Métropole Hockey 38

## Karrierestatistik
(Legende zur Spielerstatistik: Sp oder GP = absolvierte Spiele; T oder G = erzielte Tore; V oder A = erzielte Assists; Pkt oder Pts = erzielte Scorerpunkte; SM oder PIM = erhaltene Strafminuten; +/− = Plus/Minus-Bilanz; PP = erzielte Überzahltore; SH = erzielte Unterzahltore; GW = erzielte Siegtore; 1 Play-downs/Relegation; Kursiv: Statistik nicht vollständig)